# Mark Flick
Mark Flick (* 1. März 1973) ist ein ehemaliger deutsch-US-amerikanischer Basketballspieler. Der 2,04 Meter große Flügelspieler war während seiner Profikarriere in der deutschen Basketball-Bundesliga sowie in Frankreich aktiv.

## Laufbahn
Flick, Sohn einer deutschen Mutter mit Verwandtschaft in Siegen, wuchs im US-Bundesstaat Kalifornien auf und spielte bis 1991 Basketball an der Cerritos High School. Von 1992 bis 1996 spielte er für die Mannschaft der University of California, Santa Barbara. Während seiner vier Jahre als Mitglied von UCSB steigerte Flick seinen Punkteschnitt in jeder Saison, von 2,3 (1992/93) auf 14,2 (1995/96).
1996 wechselte er zur SG Braunschweig nach Deutschland und spielte für die Niedersachsen bis 1999 in der Bundesliga. Dabei machte er sich vor allem als treffsicherer Distanzschütze einen Namen. Seine beste Bundesliga-Leistung in dieser Hinsicht zeigte Flick während der Saison 1998/99, als er in einem Spiel mit Braunschweig gegen Trier bei elf Würfen von jenseits der Dreipunktlinie acht traf. Nach einem Abstecher in die erste französische Liga in der Saison 1999/2000 (JDA Dijon) kehrte Flick nach Braunschweig zurück und erzielte in der Saison 2000/01 einen Punkteschnitt von 14,3 je Begegnung. Als die Braunschweiger Mannschaft während des Spieljahres 2000/01 wegen der Pleite des Hauptgeldgebers in Turbulenzen geriet, war Flick einer von zwei Stammspielern, die in Braunschweig blieben. Im Frühjahr 2001 beendete er dann seine Karriere als Berufsbasketballspieler und ging nach Kalifornien zurück.